# شهرستان گایسکی
شهرستان گایسکی (به لاتین: Gaysky District) یک شهرستان در روسیه است که در استان اورنبورگ واقع شده‌است.